# Trigynaea duckei
Trigynaea duckei là loài thực vật có hoa thuộc họ Na. Loài này được (R.E.Fr.) R.E.Fr. miêu tả khoa học đầu tiên năm 1947.